# Bates Battaglia
Pour les articles homonymes, voir Battaglia.
Jonanthan Battaglia (né le 13 décembre 1975 à Chicago, Illinois aux États-Unis) est un joueur professionnel américain de hockey sur glace. Plus connu sous le nom de Bates, son vrai nom est Jonathan. Bates est en fait le surnom de son père.

## Carrière de joueur

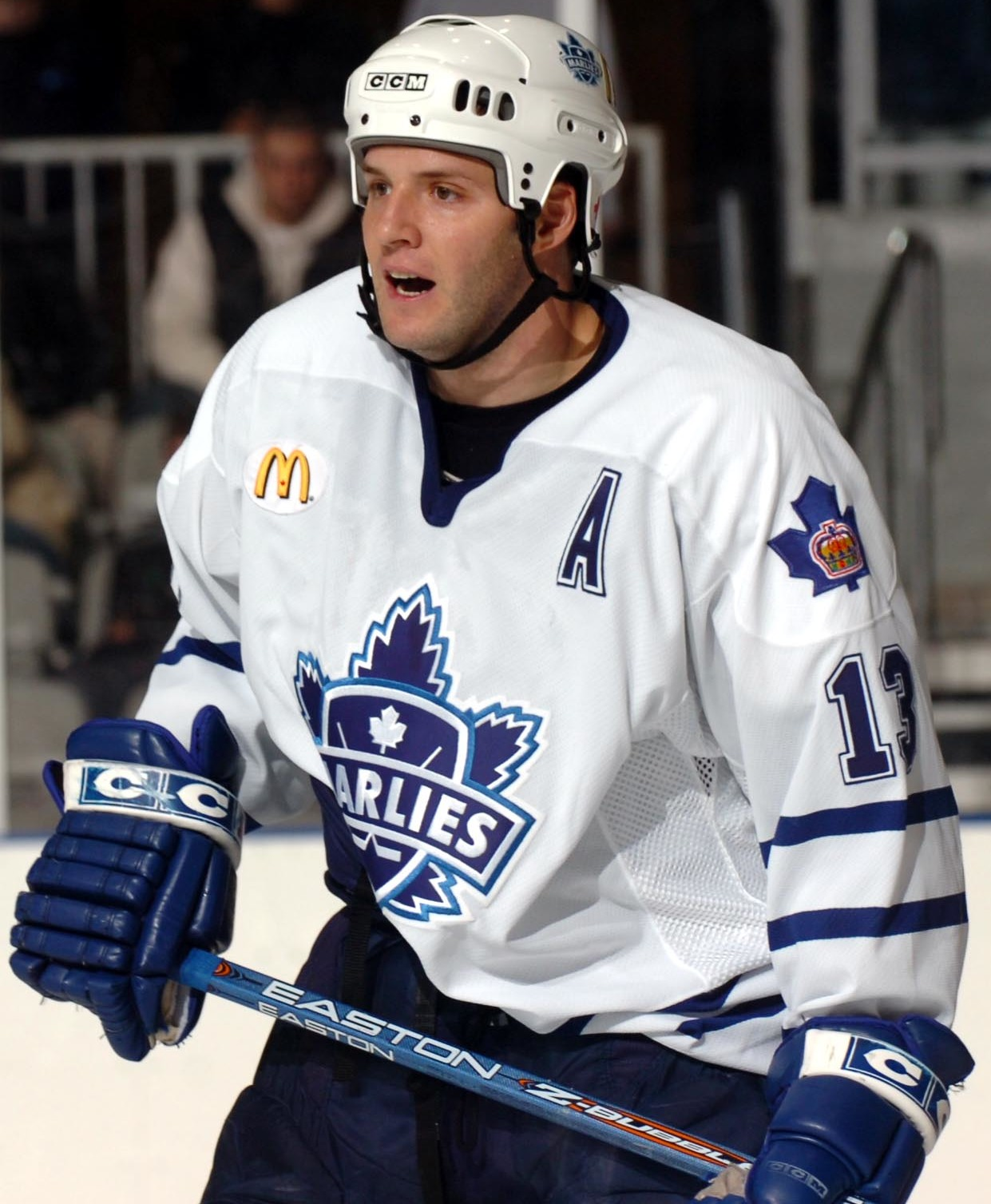
Bates Battaglia avec le maillot des Marlies de Toronto lors de la saison 2005-2006.

Il a été repêché par les Mighty Ducks d'Anaheim alors qu'il évoluait dans la NCAA en 1994. Il ne joua jamais pour les Ducks, car il fut échangé aux Whalers de Hartford avant même d'avoir fait ses débuts dans la Ligue nationale de hockey.
Il commença sa carrière professionnelle en 1997-1998 avec les Hurricanes de la Caroline qui l'avait acquis alors que le club était toujours basé à Hartford. Il joua plusieurs saisons avec les Hurricanes, atteignant une fois la finale de la Coupe Stanley sans toutefois remporté la coupe alors que l'équipe perdit face aux Red Wings de Détroit.
Il joua brièvement pour l'Avalanche du Colorado avant de joindre les Capitals de Washington en 2003-2004. Lors du lockout de la LNH en 2004-2005, il joua pour les Sea Wolves du Mississippi dans la East Coast Hockey League. Il joua par la suite une saison complète dans la Ligue américaine de hockey avec les Marlies de Toronto avant de se tailler un poste avec les Maple Leafs de Toronto.
Après avoir commencé la saison 2009-2010 avec le Crunch de Syracuse, il rejoint le Jokerit Helsinki de la SM-Liiga en Finlande.

## Statistiques de carrière

### En club
| Saison     | Équipe                        | Ligue         |     | Saison régulière | Saison régulière | Saison régulière | Saison régulière | Saison régulière |   | Séries éliminatoires | Séries éliminatoires | Séries éliminatoires | Séries éliminatoires | Séries éliminatoires |
| Saison     | Équipe                        | Ligue         | PJ  | B                | A                | Pts              | Pun              | PJ               | B | A                    | Pts                  | Pun                  |                      |                      |
| 1992-1993  | équipe Illinois               | MEHL[Quoi ?]  | 60  | 42               | 42               | 84               | 68               | -                | - | -                    | -                    | -                    |                      |                      |
| 1993-1994  | Canadians de Caledon          | MTJHL[Quoi ?] | 44  | 15               | 33               | 48               | 104              | -                | - | -                    | -                    | -                    |                      |                      |
| 1994-1995  | Lakers de Lake Superior State | NCAA          | 38  | 6                | 15               | 21               | 32               | -                | - | -                    | -                    | -                    |                      |                      |
| 1995-1996  | Lakers de Lake Superior State | NCAA          | 40  | 13               | 22               | 35               | 48               | -                | - | -                    | -                    | -                    |                      |                      |
| 1996-1997  | Lakers de Lake Superior State | NCAA          | 38  | 12               | 27               | 39               | 80               | -                | - | -                    | -                    | -                    |                      |                      |
| 1997-1998  | Beast de New Haven            | LAH           | 48  | 15               | 21               | 36               | 48               | 1                | 0 | 0                    | 0                    | 0                    |                      |                      |
| 1997-1998  | Hurricanes de la Caroline     | LNH           | 33  | 2                | 4                | 6                | 10               | -                | - | -                    | -                    | -                    |                      |                      |
| 1998-1999  | Hurricanes de la Caroline     | LNH           | 60  | 7                | 11               | 18               | 22               | 6                | 0 | 3                    | 3                    | 8                    |                      |                      |
| 1999-2000  | Hurricanes de la Caroline     | LNH           | 77  | 16               | 18               | 34               | 39               | -                | - | -                    | -                    | -                    |                      |                      |
| 2000-2001  | Hurricanes de la Caroline     | LNH           | 80  | 12               | 15               | 27               | 76               | 6                | 0 | 2                    | 2                    | 2                    |                      |                      |
| 2001-2002  | Hurricanes de la Caroline     | LNH           | 82  | 21               | 25               | 46               | 44               | 23               | 5 | 9                    | 14                   | 14                   |                      |                      |
| 2002-2003  | Hurricanes de la Caroline     | LNH           | 70  | 5                | 14               | 19               | 90               | -                | - | -                    | -                    | -                    |                      |                      |
| 2002-2003  | Avalanche du Colorado         | LNH           | 13  | 1                | 5                | 6                | 10               | 7                | 0 | 2                    | 2                    | 4                    |                      |                      |
| 2003-2004  | Avalanche du Colorado         | LNH           | 4   | 0                | 1                | 1                | 4                | -                | - | -                    | -                    | -                    |                      |                      |
| 2003-2004  | Capitals de Washington        | LNH           | 66  | 4                | 6                | 10               | 38               | -                | - | -                    | -                    | -                    |                      |                      |
| 2004-2005  | Sea Wolves du Mississippi     | ECHL          | 25  | 6                | 11               | 17               | 24               | 4                | 0 | 0                    | 0                    | 10                   |                      |                      |
| 2005-2006  | Marlies de Toronto            | LAH           | 79  | 20               | 47               | 67               | 86               | 5                | 1 | 1                    | 2                    | 6                    |                      |                      |
| 2006-2007  | Maple Leafs de Toronto        | LNH           | 82  | 12               | 19               | 31               | 45               | -                | - | -                    | -                    | -                    |                      |                      |
| 2007-2008  | Marlies de Toronto            | LAH           | 56  | 12               | 14               | 26               | 42               | 19               | 6 | 2                    | 8                    | 28                   |                      |                      |
| 2007-2008  | Maple Leafs de Toronto        | LNH           | 13  | 0                | 0                | 0                | 7                | -                | - | -                    | -                    | -                    |                      |                      |
| 2008-2009  | Marlies de Toronto            | LAH           | 59  | 17               | 34               | 51               | 55               | 6                | 2 | 3                    | 5                    | 4                    |                      |                      |
| 2009-2010  | Crunch de Syracuse            | LAH           | 29  | 6                | 16               | 22               | 15               | -                | - | -                    | -                    | -                    |                      |                      |
| 2009-2010  | Jokerit Helsinki              | SM-Liiga      | 17  | 1                | 0                | 1                | 12               | 2                | 1 | 0                    | 1                    | 0                    |                      |                      |
| 2010-2011  | Lausitzer Füchse              | 2. Bundesliga | 2   | 1                | 1                | 2                | 2                | -                | - | -                    | -                    | -                    |                      |                      |
| 2010-2011  | Oilers de Tulsa               | LCH           | 6   | 1                | 3                | 4                | 4                | 10               | 5 | 2                    | 7                    | 4                    |                      |                      |
| 2010-2011  | Americans de Rochester        | LAH           | 20  | 1                | 2                | 3                | 12               | -                | - | -                    | -                    | -                    |                      |                      |
| 2011-2012  | Karlskrona                    | Division 1    | 25  | 10               | 13               | 23               | 20               | 10               | 2 | 4                    | 6                    | 4                    |                      |                      |
| Totaux LNH | Totaux LNH                    | Totaux LNH    | 580 | 80               | 118              | 198              | 385              | 42               | 5 | 16                   | 21                   | 28                   |                      |                      |

### En équipe nationale
| Année | Équipe     | Compétition          |   | PJ | B | A | Pts | Pun                |  | Résultat |
| 1995  | États-Unis | Championnat du monde | 2 | 1  | 0 | 1 | 0   | 6e position        |  |          |
| 1998  | États-Unis | Championnat du monde | 3 | 2  | 0 | 2 | 0   | 12e position       |  |          |
| 2004  | États-Unis | Championnat du monde | 6 | 1  | 0 | 1 | 4   | Médaille de bronze |  |          |

## Transactions en carrière
- 18 mars 1997 : échangé aux Whalers de Hartford par les Mighty Ducks d'Anaheim avec le choix de 4e ronde d'Anaheim (Josef Vasicek) lors du repêchage d'entrée dans la LNH en 1998 en retour de Mark Janssens.
- 11 mars 2003 : échangé à l'Avalanche du Colorado par les Hurricanes de la Caroline en retour de Radim Vrbata.
- 22 octobre 2003 : échangé aux Capitals de Washington par l'Avalanche du Colorado avec Jonas Johansson en retour de Steve Konowalchuk et le choix de 3e ronde de Washington (échangé par la suite aux Hurricanes de la Caroline, la Caroline sélectionne Casey Borer) lors du repêchage d'entrée dans la LNH en 2004.
- 8 juillet 2006 : signe un contrat comme agent-libre avec les Maple Leafs de Toronto.

## Parentés
- Son frère, Anthony Battaglia, est également hockeyeur.
- Son grand-père, le mafioso Sam Battaglia, fut membre de l'Outfit de Chicago, organisation criminelle dont fit également partie Al Capone. Il fut parrain de la famille de Chicago en 1966-1967.